# Ehsan Mehrabi

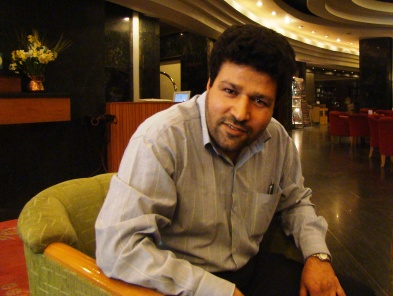
Ehsan Mehrabi

Ehsan Mehrabi ist ein iranischer Journalist.

## Werdegang
Er arbeitete im Iran 15 Jahre  als Parlamentskorrespondent für  Publikationen wie die Tageszeitung Etemade Melli. Er berichtete über die Proteste gegen das Ergebnis der umstrittenen Präsidentenwahl im Juni 2009 und gab dazu auch der persischen Redaktion der BBC Interviews.
Im Februar 2010 wurde er verhaftet und unter anderem wegen seiner Zusammenarbeit mit ausländischen Medien zu einer einjährigen Gefängnisstrafe verurteilt. Im Mai desselben Jahres kam Mehrabi auf Kaution frei, wurde aber im Januar 2011 erneut inhaftiert.
Nach seiner Haftentlassung im Oktober 2011 entschloss sich Mehrabi, in die Türkei zu fliehen. Dort musste er mit seiner Ehefrau nahe der syrischen Grenze unter schwierigen Bedingungen auf den Abschluss seines Asylverfahrens beim UN-Flüchtlingshilfswerk warten. Nachdem ihm die Bundesregierung aus humanitären Gründen die Aufnahme gewährte, lebt das Ehepaar seit Februar 2013 in Berlin.